# Comtat de Niebla
El Comtat de Niebla és un títol nobiliari espanyol originari de la Corona de Castella, que el rei Enric II va atorgar l'1 de maig de 1368 a Juan Alonso Pérez de Guzmán y Osorio, IV senyor de Sanlúcar, per la seva fidelitat en la guerra pel tron que aquell havia mantingut amb el seu germà de pare Pere I a l'anomenada Primera Guerra Civil Castellana. El comtat de Niebla va ser el primer comtat hereditari que es va atorgar a un noble aliè a la família real i és el títol usat tradicionalment pels hereus de la casa de Medina Sidonia. El comtat va prendre el seu nom de la vila andalusa de Niebla, que en aquells dies estava situada en el regne de Sevilla i que actualment està a la Província de Huelva.

Mapa del Regne de Sevilla (1750-54), segons les Respostes Generals del Cadastre d'Ancorada. En verd fosc els estats de la Casa de Niebla en aquest regne. Observi's com Sanlúcar ja havia estat reincorporada a la Corona.

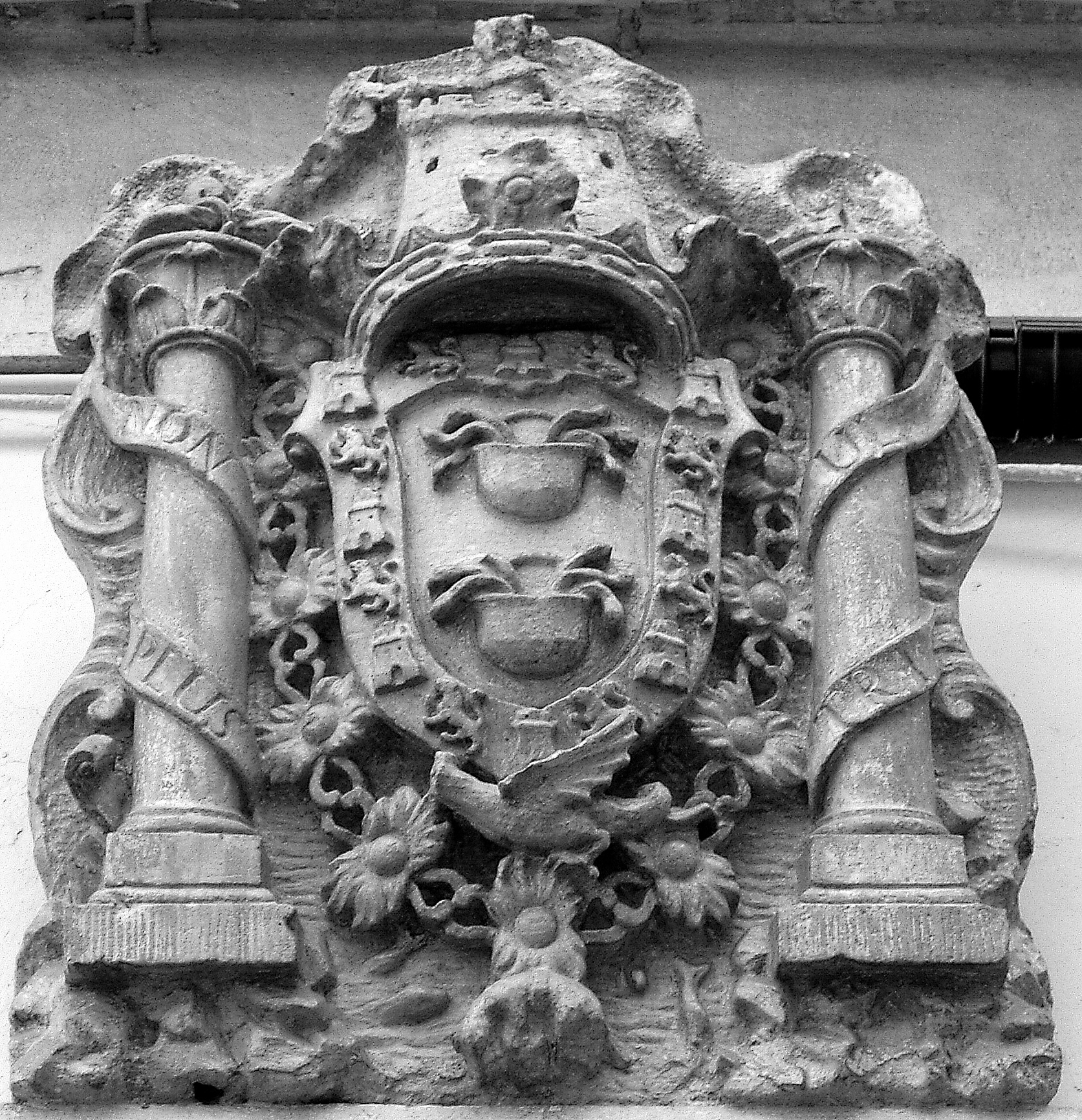
Escut de la Casa de Medina Sidonia, al carrer Palacio, Huelva, antiga residència dels Comtes de Niebla casats.

Enric II va casar successivament al IV senyor de Sanlúcar amb Juana de Castella i Beatriz de Castella, neboda i filla respectivament del monarca, portant com a dot les terres que formarien el comtat de Niebla, que eren a la vila de Niebla (que anteriorment havia estat la capital de la diòcesi i de l'Emirat de Niebla), Trigueros, Beas, Rociana, Villarrasa, Lucena, Bonares, Calañas, Facanías (Valverde del Camino), la alquería de Juan Pérez, Paymogo i El Portechuelo, Peña Alhaje amb el Camp de Andévalo i, en un primer moment, Tejada, que posteriorment va tornar a ser real. Amb la posterior adquisició de Bollullos i d'Almonte, aquests es van incorporar de facto al comtat, en estar units territorialment a ell i va permetre la unió geogràfica del comtat amb el senyoriu de Sanlúcar (que incloïa Trebujena), a l'altre costat del Guadalquivir.
Així mateix, la fraudulenta incorporació de la vila de Huelva, usurpada a la casa de Medinaceli a través d'un dot matrimonial no retornada i finalment legítimament posseïda després de llarg plet, va possibilitar la sortida al mar del comtat, deixant a Niebla en una posició marginal respecte a la ciutat portuària, considerada de facto partit del comtat i capital d'aquest, sent residència habitual dels comtes de Niebla, que aprenien el seu ofici com a futurs ducs de Medina Sidonia, ja que, quan el llinatge dels Pérez de Guzmán va rebre en 1445 el Ducat de Medina-Sidonia en la persona de Juan Alonso Pérez de Guzmán y Orozco, el títol de comte de Niebla va quedar associat al fill primogènit del duc. La incorporació de Huelva a la casa de Guzmán va fer que Ayamonte perdés gran part de la seva importància per a la casa com a enclavament portuari, i acabaria dotant amb un nou mayorazgo a una branca secundària, la Casa d'Ayamonte.
Avui dia, gran part del seu territori està inclòs a la comarca del Comtat, alguns dels municipis del qual han pres l'apel·latiu "del comtat", com La Palma del Condado, Rociana del Condado i Bollullos Par del Condado. Així mateix existeix la Denominació d'Origen Comtat de Huelva, que empara la producció de vins a la zona.

## Comtes de Niebla
- Juan Alonso Pérez de Guzmán y Osorio, I comte de Niebla.
- Enrique Pérez de Guzmán y Castella, II comte de Niebla.
- Juan Alonso Pérez de Guzmán y Suárez de Figueroa, III comte de Niebla (I duc de Medina Sidonia).
- Enrique Pérez de Guzmán y Fonseca, IV comte de Niebla (I marquès de Gibraltar).
- Juan Alonso Pérez de Guzmán y de Ribera, V comte de Niebla (I marquès de Cazaza).
- Enrique Pérez de Guzmán y Fernández de Velasco, VI comte de Niebla.
- Juan Clars Pérez de Guzmán y d'Aragó, VII comte de Niebla.
- Alonso Pérez de Guzmán y Pérez de Guzmán, VIII comte de Niebla.
- Juan Manuel Pérez de Guzmán y Gómez de Silva, IX comte de Niebla.
- Alonso Pérez de Guzmán y Gómez de Sandoval, X comte de Niebla.
- Gaspar Pérez de Guzmán y Sandoval, XI comte de Niebla (XIV i últim senyor de Sanlúcar).
- Manuel Pérez de Guzmán y Pérez de Guzmán, XII comte de Niebla.
- Francisco Pérez de Guzmán y Pérez de Guzmán, XIII comte de Niebla.
- Juan Alonso Pérez de Guzmán i Pérez de Guzmán, XIV comte de Niebla.
- Gaspar Pérez de Guzmán y Pérez de Guzmán, XV comte de Niebla.
- Juan Clarós Pérez de Guzmán y Fernández de Córdoba, XVI comte de Niebla (I marquès de Valverde).
- Manuel Alonso Pérez de Guzmán y Pimentel, XVII comte de Niebla.
- Domingo Pérez de Guzmán y Silva, XVIII comte de Niebla.
- Pedro de Alcántara Pérez de Guzmán y Pacheco, XIX comte de Niebla.
- Fadrique Álvarez de Toledo y Palafox, XX comte de Niebla.
- Pedro de Alcántara Álvarez de Toledo y Palafox, XXI comte de Niebla.
- Alonso Álvarez de Toledo y Car, XXII comte de Niebla.
- Joaquín Álvarez de Toledo y Car, XXIII comte de Niebla.
- Joaquín Álvarez de Toledo y Caro, XIV comte de Niebla.
- Luisa Isabel Álvarez de Toledo, XXV comtessa de Niebla.
- Leoncio Alonso González de Gregorio y Álvarez de Toledo, XXVI comte de Niebla.